# روماريو (لاعب كرة قدم مواليد 1992)
روماريو (بالبرتغالية: Romário Guilherme dos Santos‏) هو لاعب كرة قدم برازيلي في مركز ظهير ‏، ولد في 13 مارس 1992 في دياديما في البرازيل. لعب مع ريد بل برازيل وغراميو اساسكو اوداكس اسبورت كلوب ونادي أفاي لكرة القدم ونادي أوداكس ريو ونادي باهيا.

## وصلات خارجية
- روماريو (لاعب كرة قدم مواليد 1992) على موقع قاعدة بيانات كرة القدم.إي يو (الإنجليزية)
- روماريو (لاعب كرة قدم مواليد 1992) على موقع Soccerway.com (الإنجليزية)